# 재고순환
재고순환(在庫循環)은 재고투자 크기의 순환적 변동과 이로 인하여 일어나는 경기 순환을 가리키는 단어이다. 단기적인 경기순환에 있어서는 재고투자의 크기의 변동이 심한 것은 각종 통계에 의하여 실증되고 이것이 단기적인 경기의 동향을 규정하는 요인이 된다. 재고의 감소는 일시적인 경기 후퇴를 일으키는데, 주순환의 상승운동을 전환시키는 일은 없으며 그 의미로 마르크스 경제학파에서는 재고의 감소에 따른 경기의 하강을 중간 공황이라 한다. 경기 순환을 주순환과 소순환으로 나누는 경우에 소순환은 성격상 재고 순환으로 볼 수가 있다.

## 개요
평균 10년 전후의 주기를 가진 경기순환(쥬글라의 파동) 가운데서 40개월 정도의 주기를 가진 소순환이 있음이 1923년 키친에 의하여 밝혀졌다. 이 단기순환을 주로 재고품의 순환에 기인하는 것이라 하여 흔히 재고순환이라 말한다.  재고에는 기업가가 보유하고 싶다고 생각하는 적정재고수준(適正在庫水準)이 있고 그것은 기업의 판매량에 의존한다. 물론 적정재고수준은 판매량에만 의존하지 않고 가령 그 기업의 유동성의 위치나 자산 구성 등에도 의존한다. 간단히 말하기 위하여 그 가운데 가장 연관이 많은 판매량만을 취급하기로 한다.  논의(論議)의 출발점으로, 불경기를 벗어난 경제가 회복에 들어가고 있는 상태를 먼저 생각하자. 지금까지 주춤하던 수요가 증대하기 시작한다고 하여 두자. 그러면 판매량이 증가해 가고 생산은 일정한 시간이 필요하기 때문에 그 판매량의 증대는 재고의 감소를 일으킨다. 재고의 감소가 계속하면 기업가가 적정이라 생각하였던 재고수준 이하로까지 재고가 떨어질 것이다. 그리하여 기업가는 적정재고수준에 도달하기까지 재고투자를 행한다. 한편 경제가 호경기에 들어가 판매량이 증대가 계속하면 그에 따라 적정재고의 수준 자체가 상승한다. 그 갭을 메우기 위한 재고투자도 동시에 행해진다. 그런데 호경기가 계속되어 판매량이 끊임없이 증가하는 한 적정재고수준도 계속 상승하여 현실적으로 나타내는 재고는 적정재고수준에 도달하지 못하는 것이다.  이 이론의 배경에는 적정재고수준은 기업가의 예상 판매량에 의존해 있고 이 예상판매량은 실제의 판매량과 항상 일의적(一義的) 관계에 있다. 예상의 탄력성은 1임을 가정하고 있다. 그런데 호경기는 영속되지 못하며 이윽고 경기의 하방전환기가 온다. 경기의 후퇴가 시작하면 실제로 판매되는 양은 감소되어 가지만 전환기에 있어서의 그 예상 판매량은 경기 상승기의 판매량에 의존해 있기 때문에 여전히 증대하고 있다. 그에 따라서 적정재고수준도 상승되었고 재고투자는 계속되나 그 결과는 뜻밖의 재고증(在庫增)으로 나타난다. 경기의 후퇴가 시작되어 어느 시점까지는 그 속도가 빨라진다고 생각하면 그 예상 판매량은 끊임없이 현실적인 판매량보다도 커지고 재고는 증대를 계속한다. 경기 후퇴가 어느 시점에까지 가면 이윽고 그 속도는 떨어지지만 그 때가 되어서 재고는 감소하기 시작한다. 그후 재고는 감소를 계속하여 그 과정은 어느 정도 경기가 회복하여도 계속해 간다. 이 일련의 과정이 약 40개월의 주기로 반복되어 단기의 순환파동을 그린다.  이제 메츨러에 따라 상기한 이론을 정식화하여 본다. Y(t)를 국민소득, C(t)를 소비, I(t)를 재고 타자. A를 독립투자라고 하면,  Y(t)=C(t)+I(t)+A ………………………………  (1)  소비함수로서  C(t)=αY(t－1) α<1 …………………………… (2)를 상정하여 재고투자함수는 I(t)=αY(t－1)－αY(t－2)     =α｛Y(t－1)－Y(t－2)｝…………………… (3)이라고 한다. Y(t－1)은 t－1기의 실현판매량이고 Y(t－2)는 t－1기에 팔릴 것으로 예상되는 판매량이다. 기업가는 같은 상태가 계속한다고 생각하여(예상의 탄력성=1) t기에 Y(t－1)와 Y(t－2)의 차액을 재고투자로 충당할 수 있도록 계획한다. (1),(2),(3)에서 Y에 대한 이계정차(二階定差)방정식,  Y(t)－2αY(t－1)+αY(t－2)=A…………………(4)를 얻는다. 방정식 (4)는 한계소비성향 α<1의 조건 아래서 순환해(循環解)를 갖는 것은 명백하다. 체계 안에서 자생적으로 Y(t)의 변동이 일어나고 따라서 재고투자 I(t)의 순환이 생긴다.  요컨대 재고순환이 일어나는 것은 예상 재고량과 현실 재고량이 항상 괴리(乖離)해 있기 때문이며 이 괴리는 판매량에 관한 기업가의 예상에 있다.